# カミラ・ミナカワ
カミラ・ミナカワ（Camila Minakawa、1990年7月3日 - ）はイスラエルの柔道選手。ブラジルのサンパウロ出身。階級は57kg級。父親は2012年のロンドンオリンピック66kg級準々決勝の海老沼匡対曺準好戦において、前代未聞となる旗判定のやり直しとなった際の主審を務めていた、IJFインターナショナル審判員で日系2世のエディソン・ミナカワ。母親はユダヤ系で、柔道の指導者を務めている。

## 人物
柔道と関係の深い両親の影響で幼少の頃から柔道を始めるとともに、ハボーニーム・デロールという労働シオニズムの青年運動で活動していて、イスラエルへの訪問も頻繁に行っていた。
2008年の南米選手権63kg級で優勝すると、世界ジュニアでは3位となった。2009年にはユダヤ系アスリートの祭典であるマカビア競技大会に出場して、決勝でイスラエルのヤーデン・ジェルビを破って優勝した。
その後も国際大会で一定の活躍をするが、2012年のロンドンオリンピックには出場資格が得られる世界ランキング14位以内に入っていなかったために出場できなかった。また、この年から階級も57kg級に下げることになった。2013年になると、イスラエル政府がユダヤ系の帰還を求めており、世界レベルで活躍しているアスリートは政府からの支援を受けられるということもあって、イスラエルへの移住を果たして帰化することになった。
リオデジャネイロで開催された世界選手権では準々決勝でスロベニアのヴロラ・ベデティ、敗者復活戦ではドイツのミリアム・ローパーにそれぞれ一本負けして7位だった。
今大会の63kg級で優勝したヤーデン・ジェルビとは一緒にトレーニングを積んでいる親友だという。

## 主な戦績
63kg級での戦績
- 2008年 - ワールドカップ・ベロホリゾンテ 3位
- 2008年 - 南米選手権 優勝
- 2008年 - 世界ジュニア 3位
- 2009年 - マカビア競技大会 優勝
- 2010年 - ワールドカップ・マルガリータ島 3位
- 2010年 - ワールドカップ・サンサルバドル 優勝
- 2010年 - ワールドカップ・マイアミ 2位
- 2010年 - ワールドカップ・バーミンガム 3位
- 2011年 - ワールドカップ・サンサルバドル 3位
- 2011年 - ワールドカップ・ミンスク 3位
- 2012年 - 南米選手権 優勝

57kg級での戦績
- 2012年 - グランドスラム・モスクワ 5位
- 2012年 - グランドスラム・リオデジャネイロ 3位
- 2012年 - ワールドカップ・ウランバートル 3位
- 2013年 - ヨーロッパオープン・マドリード 3位
- 2013年 - 世界選手権 7位
- 2013年 - グランプリ・アルマトイ 2位
- 2013年 - グランプリ・タシュケント 5位
- 2014年 - グランプリ・タシュケント 2位